# Rhynchopsilopa minor
Rhynchopsilopa minor är en tvåvingeart som beskrevs av Wirth 1968. Rhynchopsilopa minor ingår i släktet Rhynchopsilopa och familjen vattenflugor. Inga underarter finns listade i Catalogue of Life.